# Zdzisław Tomasik
Zdzisław Józef Tomasik (ur. 28 listopada 1900 we Lwowie, zm. 17 grudnia 1970 we Wrocławiu) – polski chemik, profesor związany z Politechniką Lwowską i Politechniką Wrocławską, specjalista w zakresie technologii paliw płynnych i organizator przemysłu naftowego.

## Życiorys
Studiował chemię na Politechnice Lwowskiej, gdzie kształcił się pod kierunkiem profesora Stefana Niementowskiego. Dyplom uzyskał w 1923 roku, a następnie przez kilka lat zajmował stanowisko starszego asystenta w Katedrze Chemii Ogólnej i Analitycznej. Zainteresował się wówczas technologią przemysłu naftowego i wkrótce stał się jednym z głównych w skali kraju specjalistów w tej dziedzinie. W 1926 roku uzyskał stopień doktora. W 1938 roku odbył podróż do Stanów Zjednoczonych, gdzie wizytował pola naftowe.
W 1946 przyjechał na Ziemie Zachodnie i od razu objął stanowisko zastępcy profesora na reaktywowanym Uniwersytecie i Politechnice we Wrocławiu. Utworzył tam Katedrę Technologii Nafty i Paliw Płynnych. Poza pracą naukową zajmował się odbudową fabryki paliw płynnych w Oświęcimiu. Od 1951 roku profesor Politechniki Wrocławskiej. Od 1954 roku kierował również Zakładem Syntezy Organicznej PAN. W latach 1954–1956 był dziekanem Wydziału Chemicznego.
Miał istotny udział w powojennym rozwoju petrochemii, intensywnie rozwijał badania nad procesami hydrogenacji ropy naftowej, dostarczających w katalizowanych procesach wysokociśnieniowych lekkich paliw płynnych. Zajmował się również procesami hydroodsiarczania benzyn i paliw płynnych, hydroreformowaniem frakcji benzynowych, a także hydrokrakingiem ropy naftowej i hydrorafinacją benzolu. Wiele opracowanych przez niego metod znalazło zastosowanie w przemyśle. Wypromował ośmiu doktorów, spośród których trzech habilitowało się (J. Grzechowiak, M. Rutkowski, J. Wrzyszcz) i uzyskało tytuł profesora. Ogłosił 42 prace naukowe, w tym liczne skrypty i uzyskał 23 patenty.
Był synem lwowskiego antykwariusza Józefa Tomasika i Pauliny z d. Habraszewskiej. Od 1930 żonaty z Heleną z d. Neschel (1910-1990). Miał dwóch synów: Rafała i Piotra (ur. 1937), profesora chemii.
Pochowany na cmentarzu św. Wawrzyńca we Wrocławiu.

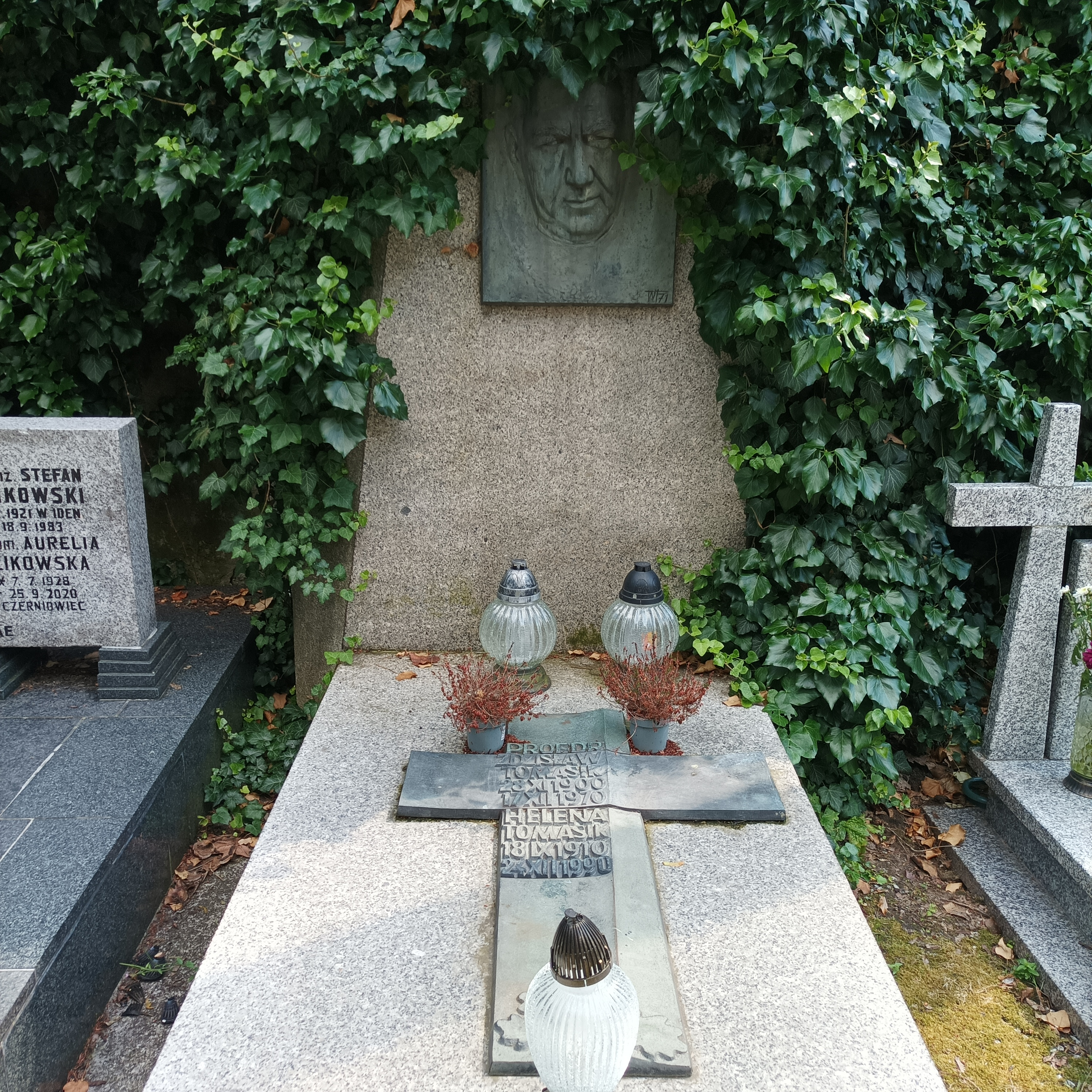
Grób prof. Zdzisława Tomasika na cmentarzu św. Wawrzyńca we Wrocławiu